# Nyctemera pulverata
Nyctemera pulverata là một loài bướm đêm thuộc phân họ Arctiinae, họ Erebidae.